# Karel Vingerhoets
Karel Maria Isidoor Vingerhoets (Lier, 1953) is een Vlaamse acteur.
Na zijn humaniora aan het Sint-Gummaruscollege te Lier, studeerde Karel Vingerhoets aan de Studio Herman Teirlinck in Antwerpen. Hij stond jarenlang op de planken in het Weense Burgtheater. Terug in België acteerde hij in verschillende Vlaamse series zoals: Slisse & Cesar, Langs de Kade, Misafir, Thuis (Harry Moeyaerts), Buiten De Zone, F.C. De Kampioenen, Alias, Vossenstreken en Human Day. Karel vertolkte tussen 2004 en 2006 de rol van burgemeester Peter Dehaene in de Vlaamse televisieserie Wittekerke, in 2009 was hij te zien in de fictiereeks Los Zand op één. In 2011 had hij een bijrol als een van de ouders in de langspeelfilm Hasta la Vista!.
Daarnaast is hij ook actief als beeldend kunstenaar met voornamelijk abstracte schilderijen.
Karel was enkele jaren getrouwd met de Belgische actrice An Nelissen. Samen hebben ze een zoon, de Belgische acteur Mathias Vingerhoets, geboren in 1986.
In 2001 opende Vingerhoets samen met zijn echtgenote Nele Verbist Theater Vooruit in Boechout. Samen runden ze de theaterzaal gedurende acht jaar, waarna de gemeente Boechout het beheer overnam.

## Televisierollen
- Rogier van Ter Doest (1976) - als Gorko
- Voorjaarsontwaken (1976) - als Morits
- Raven onderweg (1977) - als Karel de Koninck
- Slisse & Cesar (1977) - als Rik Slisse
- Een vrouw tussen hond en wolf (1979) - als soldaat
- Maria Speermalie (1979) - als Berti
- Everard 't Serclaes (1979) - als Willem van Heetvelde
- Willem van Oranje (1984) - als  Jean Jaurequy
- De burgemeester van Veurne (1984) - als Jef Claes
- De surprise (1984)
- Langs de kade (1988) - als Paul Crets
- TECX (1990) - als Hoffman
- Made in Vlaanderen: Willems & Co (1992) - als agent
- Buiten De Zone (1994) - als inspecteur
- De Familie Backeljau (1994) - als Pol
  - De Familie Backeljau (1995) - als Gilbert Paeshuys
  - De Familie Backeljau (1996) - als Jean-Jacques Van Vossem
- Thuis (1996-1999) - als Harry Moeyaerts
- Heterdaad (1997) - als Marc De Laet
- Lautrec (1998) - als Vincent van Gogh
- F.C. De Kampioenen (2001) - als mr. Boon
- Alias (2002) - als Inspecteur Lefèvre
- Wittekerke (2004-2008) - als Peter Dehaene
- Aspe (2007) - als dokter Gijsbrechts
- Flikken (2008) - als Patrick De Graeve
- Witse (2008) - als Patrick Coppens
- Los zand (2009) - als Marc Borms
- De Rodenburgs (2010-2011) - als Del Monte
- Hasta La Vista (2011) - als Geert
- Familie (2011) - als Voorzitter Hof van Assisen
- Quiz Me Quick (2012) - als Victor
- Deadline 14/10 (2012) - als Guido Delanghe
- Clan (2012) - als dokter Stevens
- Code 37 (2012) - als Jean-Luc De Pré
- Zuidflank (2013) - Jean Vanham
- Binnenstebuiten (2013) - als Leon Vroomans
- Cordon (2014) - als politieman
- Familie (2014) - als Leo Durinck
- Hotel 13 (2014) - als geheim agent YB32
- Vossenstreken (2015) - als Stan Van Riel
- Achter de wolken (2016) - als Frederik
- Vermist (2016) - als Wilfried Vandaele
- Coppers (2016) - als Jos Devolder
- Zie mij graag (2017) - als Eduard Verpooten
- Het Tweede Gelaat (2017) - als patholoog
- De zonen van Van As (2018) - als Eddy 'Snuiske' Witters
- Professor T. (2018) - als Meneer Beeckmans
- De Kotmadam (2022) - als Prosper
- Knokke Off (2024) - als Maurice, bestuurslid van de Vandael Group